# Драматургическая социология
Драматургическая социология — это социологическая парадигма, происходящая из символического интеракционизма, которая обычно используется в микросоциологических исследованиях для описания социальных взаимодействий в повседневной жизни. 
Термин, происходящий из театральной среды, впервые был использован в социологии Ирвингом Гофманом, который развил большую часть соответствующей терминологии и идей в книге 1959 года «Представление себя другим в повседневной жизни». На развитие мысли Гофмана оказал влияние американский журналист, писатель и философ Кеннет Бёрк, ещё в 1945 году представивший свои идеи драматизма, которые, в свою очередь, являются отсылкой к Шекспиру. Если мы представляем себя в роли режиссёров, наблюдающих за тем, что происходит на сцене повседневной жизни, то мы проводим драматургический анализ, как его называл Гофман, — изучение социальных взаимодействий, используя терминологию театрального представления.
В драматургической перспективе утверждается, что элементы человеческого взаимодействия зависят от времени, места и аудитории. Другими словами, согласно И. Гофману, «я» есть осознание себя в конкретной ситуации. Гофман применяет театральную метафоричность в определении метода, основанного на культурных ценностях, нормах и убеждениях, который использует индивид для представления себя другому индивиду. В то время как подобные представления могут проходить неудачно (в чём участники отдают себе отчёт), большинство заканчивается успешно. Цель индивида — быть принятым аудиторией, разыграв аккуратно продуманное представление. Если актёр справляется с задачей, то аудитория будет видеть его таким, каким он пожелал быть увиденным.

## Драматургическая перспектива
Драматургическая перспектива — это одна из нескольких социологических парадигм, которая отличается тем, что изучает не причину поведения человека, а его контекст. Согласно ей, личность индивида определяется ролями, которые он играет, и консенсусом между актёром и его аудиторией. Из-за необходимости в консенсусе для определения социальных ситуаций сторонники данной перспективы утверждают, что не существует такой ситуации, которую нельзя было бы интерпретировать двояко. Драматургия подчёркивает значимость экспрессивности как основного компонента человеческого взаимодействия.
Драматургическая теория предполагает, что личность человека постоянно изменяется в процессе его общения с другими людьми.
В драматургической модели социальное взаимодействие анализируется с точки зрения того, что люди проживают свои жизни как актёры, играющие на сцене. Подобный анализ предлагает взглянуть на концепции статуса и роли. Статус — это персонаж в пьесе, а роль служит сценарием, предписывая актёрам диалоги и действия. Как актёры на сцене, люди в повседневной жизни используют декорации, костюмы, слова и жесты для того, чтобы создать у других впечатление о себе. И. Гофман описывает «спектакль» каждого индивида как преставление себя, усилия человека создать в сознании других определённый образ. Этот процесс иногда называют «управлением впечатлением» («impression management»). Также социолог проводит чёткое разделение между «передним планом» и «закулисным» поведением. Как понятно из названий, поведение «переднего плана» наблюдает аудитория, оно является частью представления. «Закулисно» люди ведут себя тогда, когда аудитория отсутствует. Например, при посетителях официант ведёт себя одним образом, но на кухне может вести себя в совершенно иной манере, более свободно, позволяя себе вещи, которые в присутствии клиентов недопустимы.
Прежде чем вступить во взаимодействие с кем-либо, индивид обычно подготавливает роль, обдумывает впечатление, которое хотел бы произвести. В театральной среде это обозначается термином «проработка персонажа». Порой «закулисное» представление прерывается тем, кто не должен был его наблюдать. Также нередко аудитория сама направляет представление в определённом направлении. Например, мы часто игнорируем «ляпы» в спектакле из чувства такта: не обращаем внимание, если кто-то случайно спотыкается или плюётся, когда говорит.

## Исполнение
Гофман выделяет семь основных элементов исполнения:
1. Вера в исполняемую партию важна, хоть аудитория и не может с точностью сказать, искренен ли актёр или нет.
2. Личина, или «маска», — это стандартный способ актёра контролировать то, каким его или её видит аудитория.
3. Драматическая реализация — это изображение тех черт актёра, о которых он хочет, чтобы аудитория знала.
4. Идеализация. Спектакль часто демонстрирует идеализированный взгляд на ситуацию для того, чтобы избежать путаницы (неправильного истолкования) и усилить другие элементы представления. Аудитория обычно имеет представление о конкретной ситуации (представлении), и актёры стараются разыгрывать спектакль в соответствии с этой идеей.
5. Поддержание экспрессивного контроля подразумевает необходимость оставаться в «образе». Актёр должен быть уверен в том, что посылает правильные сигналы аудитории.
6. Ложные представления чреваты тем, что будет передано неправильное сообщение. Аудитория воспринимает спектакль как искренний или фальшивый, и артист, соответственно, стремится уверить зрителей в искренности своего представления (независимо от того, является оно таковым на самом деле или нет).
7. Мистификация подразумевает сокрытие определённой информации для увеличения интереса публики к актёру, или чтобы не навредить представлению.

## Команды
В драматургическом анализе команды — это группы индивидов, которые взаимодействуют друг с другом для создания единой командной позиции. Члены команды должны обмениваться информацией, так как совершённая одним ошибка сказывается на всех членах группы. Помимо этого, все члены обладают определёнными знаниям внутри группы, а потому не могут быть одурачены спектаклями друг друга.

## Зоны и зональное поведение
Зону исполнения можно определить как любое место, в котором восприятие исполнения так или иначе ограничено. Зоны разнятся в силе восприятия. Обычно выделяются три зоны: зона переднего плана, зона заднего плана и внешняя зона.

### Зона переднего плана или фронтовая зона действия
Зона переднего плана — это та зона, находясь в которой актёр старается создать определённое впечатление и для этого придерживается норм, важных для аудитории. В этой зоне драматургического представления индивид использует постоянное знаковое снаряжение для донесения до публики определённых ситуаций или образов. Актёр понимает, что за ним наблюдают, и потому ведёт себя в соответствии с социальными нормами и стандартами. Гофман утверждает, что фронтовая зона действия разделяется на обстановку и личный передний план, и чтобы удачно играть свою роль, индивид обязан учитывать оба аспекта. Обстановка — это сцена, в рамках которой разыгрывается представление.
Личный передний план подразумевает под собой необходимые для разыгрывания спектакля атрибуты. Эти атрибуты обычно легко узнаются аудиторией и прочно ассоциируются как с актёром, так и с представлением. Личный передний план можно разделить на две составляющие: правила вежливости и приличия. Правила вежливости относятся к тем аспектам личного переднего плана, которые отражают социальный статус индивида. Приличия помогают аудитории понять, чего стоит ожидать от представления.

### Зона заднего плана или закулисная зона
Зону заднего плана можно определить как связанное с данным исполнением место, в котором осознанные противоречия с насаждаемым впечатлением принимаются как должное. Это место, в котором нет аудитории, и актёры могут выйти из образа, не боясь при этом испортить представление. Здесь могут быть сняты маски, общение становится более неформальным. При этом актёры охраняют закулисье от какого-либо вторжения аудитории.
И всё же, находясь за кулисами, актёры продолжают разыгрывать спектакль, но на этот раз они примеряют роли верных союзников, членов одной труппы. Задний план — понятие относительное: он существует только в отношении какой-то конкретной аудитории, причём там, где находятся два и более индивида, настоящий задний план скорее всего не возникнет.

### Внешняя зона
Внешняя зона — это место, где индивиды не вовлечены в представление (хотя они могут и не знать об этом). Во внешней зоне актёры встречаются с членами аудитории поодиночке, вне состава своей команды на переднем плане. В таких случаях могут быть разыграны особенные представления.

### Стены или границы
Стены или границы необходимы, так как они предотвращают или запрещают движение индивидов между различными зонами. Исполнители должны быть способны управлять тем, кто, когда и как имеет доступ к представлению. Этот тезис подчёркивается Виктором Тернером в его концепции лиминальности и далее в семиотике ритуала.

## Противоречивые роли
Любая команда имеет общую цель — поддерживать определение ситуации, порождаемое её исполнением, что неизбежно ведёт к выпячиванию или затушёвыванию неких фактов. Для этого создаются особые роли.

### Секреты
Существуют разные типы секретов, которые скрываются от публики по разным причинам.
- Тёмные секреты. Это факты о команде, которые несовместимы с тем её образом, какой она пытается утвердить перед своей публикой.
- Стратегические секреты. Они относятся к намерениям и потенциальным возможностям команды, которые позволяют ей контролировать аудиторию и направлять её в том направлении, в каком хочет команда.
- Внутренние секреты. Обладание ими является отличительным знаком члена группы и помогает команде ощущать свою обособленность и отличность от «непосвящённых»
- Доверенные секреты. Обладатель подобных секретов обязан хранить их, потому что они принадлежат команде, с которой он связан. Это демонстрирует надёжность.
- Свободные секреты. Это чьи-то секреты, известные кому-то ещё, и которые этот кто-то ещё мог бы раскрыть, не вредя при этом разыгрываемому им образу самого себя.

### Роли
Гофман выделяет три базовые роли, отличающиеся тем, кто и к какой информации имеет доступ. Исполнители наиболее информированы. Аудитория знает лишь то, что им раскрыли исполнители, и то, что они почерпнули из собственных наблюдений. Аутсайдеры обладают самой незначительной информацией, а порой вообще ничего не знают.
Роли можно разделить на три группы:
- роли, манипулирующие информацией и приближённые к группе:
  - Информатор — лицо, претендующее на место в команде, которому дозволено проходить за кулисы и получать разрушительную информацию, и который потом открыто или тайно выдаёт секреты публике. Например, шпионы или предатели.
  - Подсадной (подсадная утка) — роль, обратно противоположная «информатору». Индивид притворяется, будто он член аудитории, будучи членом команды исполнителей. Его задача — манипулировать реакцией аудитории.
- роли, облегчающие установление контакта между двумя командами:
  - Посредник (челнок) — обычно действует с позволения обеих сторон, выступая в качестве медиатора и/или посланника, упрощая общение между разными командами. Челнок узнаёт много секретов, может не быть столь беспристрастным, как кажется.
- роли, смешивающие передний и задний планы:
  - Недействующее лицо (статист) — индивид, присутствующий на представлении, которому дан доступ за кулисы, но который не является частью «шоу». Его роль очевидна, и потому зачастую его просто игнорируют. Например, официант, горничная.
  - Специалист по услугам — индивид, в услугах которого нуждаются исполнители. Его часто приглашают за кулисы. Примерами могут послужить парикмахеры, водопроводчики.
  - Коллега — индивид, схожий с исполнителем, но не являющийся членом данной команды.
  - Доверенное лицо или конфидент — индивид, которому исполнитель доверяет детали постановки. С ним общение происходит со снятой маской, вне образа.

## Коммуникация с выходом из представляемого характера
Исполнители могут выходить из образа как намерено (обычно это происходит за кулисами), или случайно (на переднем плане).
Коммуникация с выходом из представляемого характера за кулисами включает:
- Обсуждение отсутствующих: уничижительное обсуждение аудитории или исполнителей, которое влияет на сплочённость команды.
- Сценические разговоры: обсуждение технических аспектов представления, сплетни.

Коммуникация с выходом из представляемого характера на переднем плане включает:
- Командный сговор: происходит между членами команды во время исполнения, но не угрожает ему. Например, сценические намёки и сигналы, пинки партнёра под столом.
- Перестроения в ходе исполнения: это движения около, или сверх, или в сторону от основной линии взаимодействия между разными командами. В качестве примеров могут служить выражение недовольства по неофициальным каналам, осмотрительные взаимораскрытия и двусмысленные разговоры.

## Управление впечатлениями
Управление впечатлениями — это искусство создания и поддержания желаемого образа у публики. Оно состоит из технических приёмов как оборонительного, так и защитного характера. Оборонительные приёмы используются перед тем, как исполнитель вступает в контакт с публикой. Они включают:
- Драматургическую верность: меры по усилению лояльности и преданности между членами команды и к самому представлению.
- Драматургическая дисциплина: каждый член команды подчиняется драматургической дисциплине при исполнении своей роли, но при этом не увлекаться чрезмерно своим собственным спектаклем.
- Драматургическая осмотрительность: тактика минимизации рисков путём подготовки к ожидаемым проблемам. Важно также быть осторожным и избегать ситуаций, в которых возможно совершение ошибок или возникновение проблем. Стоит, помимо прочего, аккуратно и тщательно выбирать аудиторию, продолжительность и место представления.

Защитные техники используются для исправления и маскировки ошибок тогда, когда взаимодействие уже началось. Например, можно надеяться на тактичность аудитории.

## Критика
Некоторые исследователи утверждают, что драматургический подход может быть использован только тогда, когда речь идёт о взаимодействии людей с тотальными институтами. Теория была разработана для тотальных институтов, а значит, по мнению некоторых, не должна использоваться там, где не была протестирована.
Помимо этого, ряд учёных высказались против драматургии, заявляя, что концепция не способствует пониманию закономерностей в функционировании общества, являющимся целью социологии. Утверждают, что драматургическая парадигма зиждется на позитивизме и не представляет ни причинного, ни рационального интереса. Джон Уэлш назвал теорию Гофмана «продуктом потребления».

## Применение
Исследования по этой теме лучше всего проводить во время таких полевых работ как включённое наблюдение.
Прежде всего, драматургический подход использовался для описания того, как общественные движения могут транслировать власть. Роберт Д. Бэнфорд и Скотт А. Хант утверждали, что «общественные движения могут быть описаны как „драмы“, в которых главный герой и главный злодей борются за возможность оказывать влияние на то, как публика интерпретирует властные отношения в ряде областей». Люди, жаждущие власти, выставляют себя на первый план, чтобы завладеть вниманием. Закулисье всё равно присутствует, хоть и не видно глазу. Это борьба за власть, самый яркий пример драматургии.
Чтобы понять концепцию Гофмана, особенно теорию переднего и заднего плана, легче всего представить официанта в ресторане. Его главная задача — хорошо обслужить клиента. Даже если клиент груб, от официанта ожидается исключительно вежливое поведение, ведь «клиент всегда прав». Однако, стоит ему оказаться в комнате отдыха, вполне ожидаемо, что он начнёт жаловаться, передразнивать клиента и обсуждать его со своими коллегами. В этом примере официант ведёт себя одним образом с клиентом, и совершенно другим со своими товарищами по работе.
Драматургический подход также используется в новом, междисциплинарном научном исследовании, известном под названием «ТехноЯ» (Technoself), которое изучает идентичность человека в технологическом обществе.